# Cartuja de Bereza

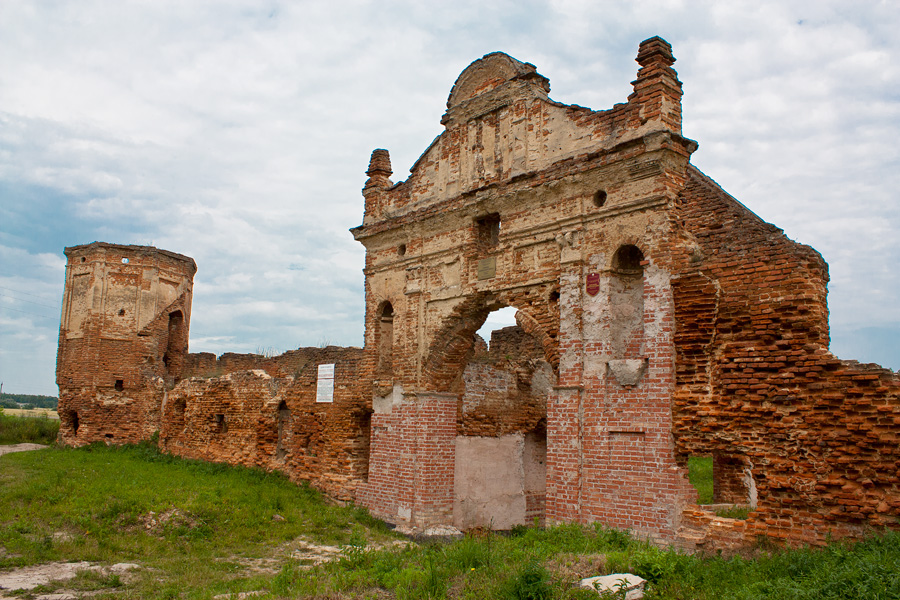
Ruinas de la cartuja y la portería (2012)

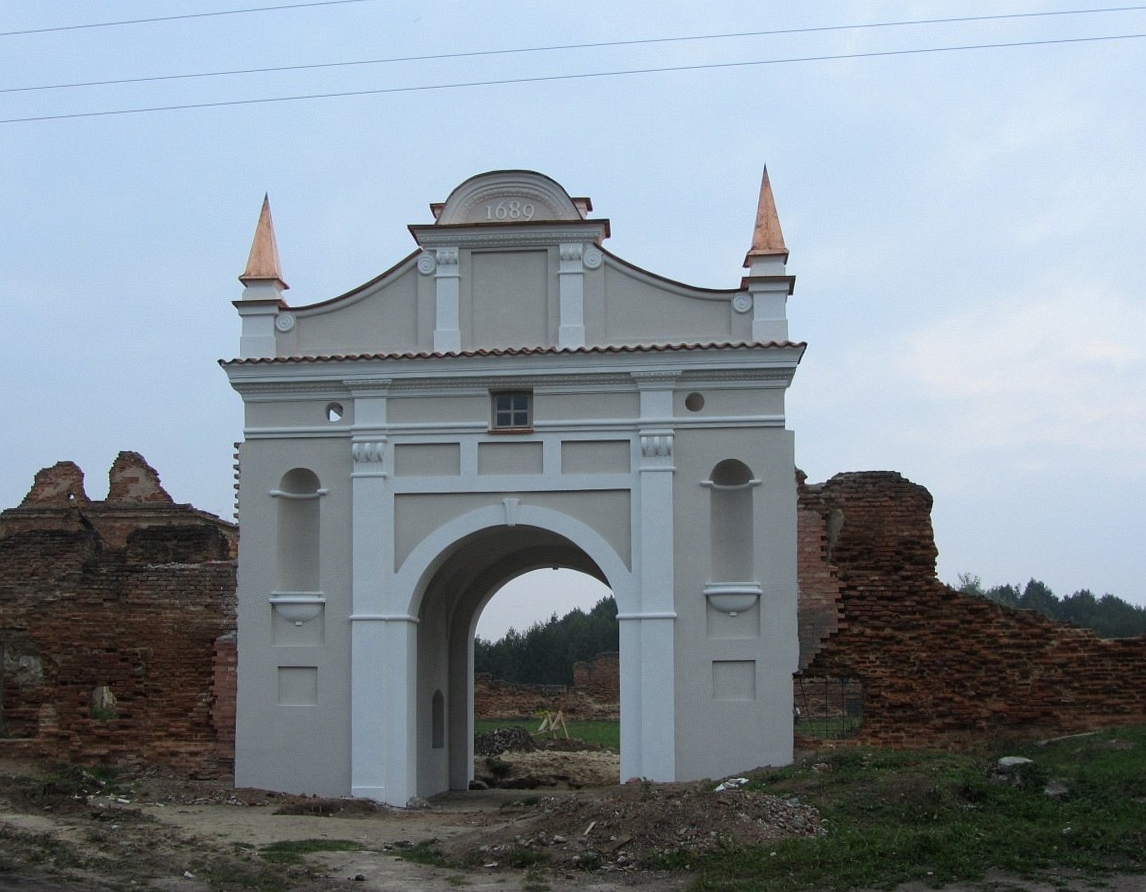
La portería restaurada (2014)

La cartuja a inicios del siglo XIX

La Cartuja de la Santa Cruz en Bereza es un antiguo monasterio cartujo, fundado en 1648 y actualmente en ruinas. Es la única cartuja construida en el Gran Ducado de Lituania. Actualmente se encuentra en el territorio de Bielorrusia.

## Historia
El pueblo de Bereza (hoy Biaroza; Бяро́за) fue registrado en 1477 como localidad del powiat de Slonim y en 1521 como localidad del powiat de Kobryń, del Gran Ducado de Lituania. En 1629, era un pueblo formado; había pertenecido desde finales del XV a la poderosa familia Sapieha. La región fue presa de un auge del calvinismo a principios del siglo XVII. En 1648, con el permiso del obispo Andrei Hiembinski, el canciller del Gran Ducado de Lituania, Casimir Leon Sapieha (pl), trajo monjes cartujos de la Cartuja Paradisum Mariae (cerca de Danzig) bajo el mandato del prior Philip Kuhlmann y se establecieron en las afueras del pueblo de Bereza. Allí construyeron un monasterio fortificado, protegido por altas murallas, como exigía la regla, para preservar la vida semieremítica de los cartujos. Leon Sapieha colocó la primera piedra en presencia del nuncio apostólico Jan de Torres. El canciller donó una gran finca agrícola y forestal con ochocientas familias campesinas.
El hijo del fundador, el príncipe Casimir Sapieha, se ajustó ala voluntad paterna. En 1653, la Dieta de Varsovia confirmó la compra por parte de Casimir Sapieha de las villas de Mileika, Zamostianka y la aldea de Boussaj, en el powiet de Slonim, para el monasterio. Entre los benefactores importantes, podemos distinguir en 1655 (tras los estragos de la guerra contra los suecos) al stolnik de Wielkomierz, Niemcewicz (que dona el folwark de Lewoszky), o de nuevo en 1687, al obispo Brzostowski, obispo de Wilno. En las cercanías de la cartuja continuó creciendo el pueblo (Bereza Kartuska), que hoy en día es una ciudad. La cartuja comerciaba con miel y pan, monopolizaba la sal y el vino, y recaudaba impuestos en algunas poblaciones.
El arquitecto fue un italiano cuyo nombre no ha llegado hasta nosotros. Algunos historiadores creen que fue Giovanni Battista Gisleni. El monasterio, de estilo barroco, se terminó de construir en 1689.
La cartuja estaba dedicada a la Santa Cruz, cuya festividad se celebra el 14 de septiembre y el 3 de mayo.
Las tropas de Carlos XII de Suecia sitiaron el monasterio y causaron graves daños en abril de 1706, y volvieron a hacerlo en 1708. Fue vandalizado varias veces durante la Gran Guerra del Norte (1700-1721), y la población del pueblo huyó. Tras la partición de Polonia y la asignación de esta parte al Imperio ruso, las vocaciones escasearon. En la década de 1820, solo quedaban seis monjes de coro, sin contar a los hermanos legos.
Tras el levantamiento polaco de 1830, las autoridades imperiales abolieron el monasterio cartujo con el pretexto de la connivencia con los polacos. Los cartujos se vieron obligados a dispersarse; el monasterio se convirtió en cuartel y la iglesia, en 1832, en una simple parroquia. El pueblo de Bereza Kartuska[7] pasó a llamarse Biaroza Kazionnaya[8]. En 1863, se demolieron las murallas, así como parte de la infraestructura antigua, para rehabilitar un cuartel. Para 1866, gran parte de la Cartuja estaba en ruinas, pues los ladrillos se habían utilizado para construir nuevos barracones. La iglesia fue clausurada. 
Tras la Primera Guerra Mundial, esta parte del territorio perteneció a la nueva República de Polonia, que convirtió la antigua Cartuja en una prisión. La iglesia fue restaurada. Tras la Segunda Guerra Mundial y la integración de esta parte del territorio a la República Socialista Soviética de Bielorrusia, los edificios quedaron definitivamente en ruinas. Entre 2014 y 2015, se renovó el portal de la antigua Cartuja (que aparece en el escudo de armas de la ciudad). Se elaboraron proyectos para restaurar la antigua iglesia.

## Galería

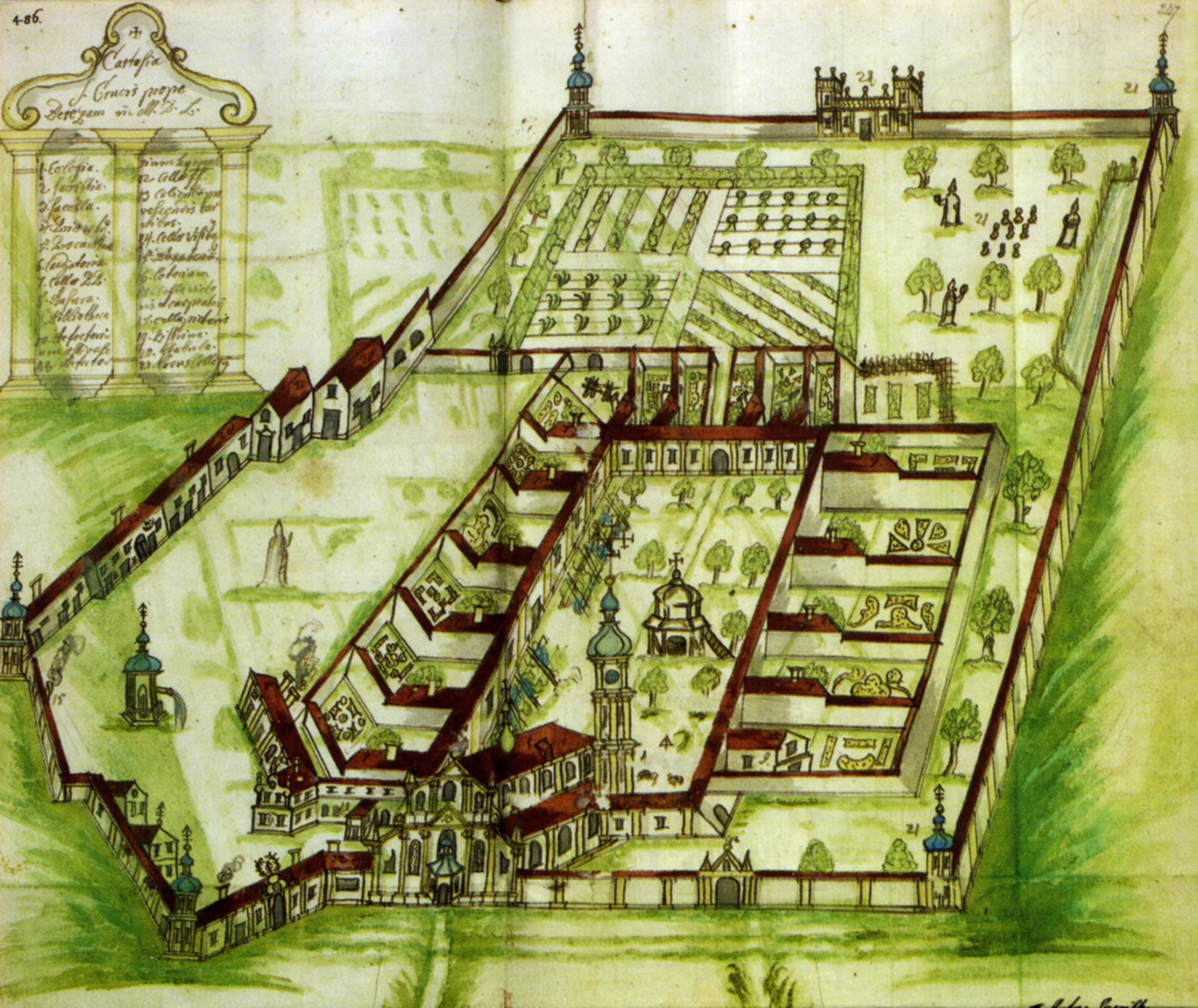
La cartuja en 1743
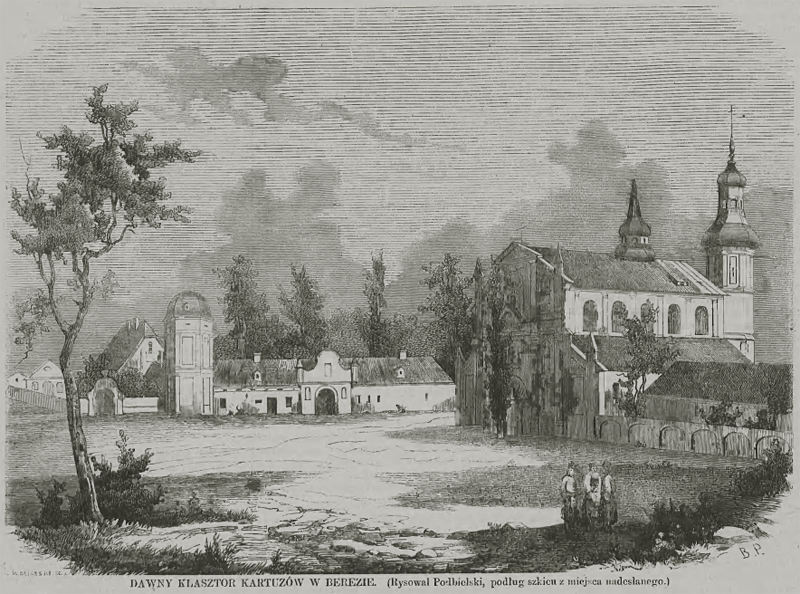
Restos de la cartuja en 1861
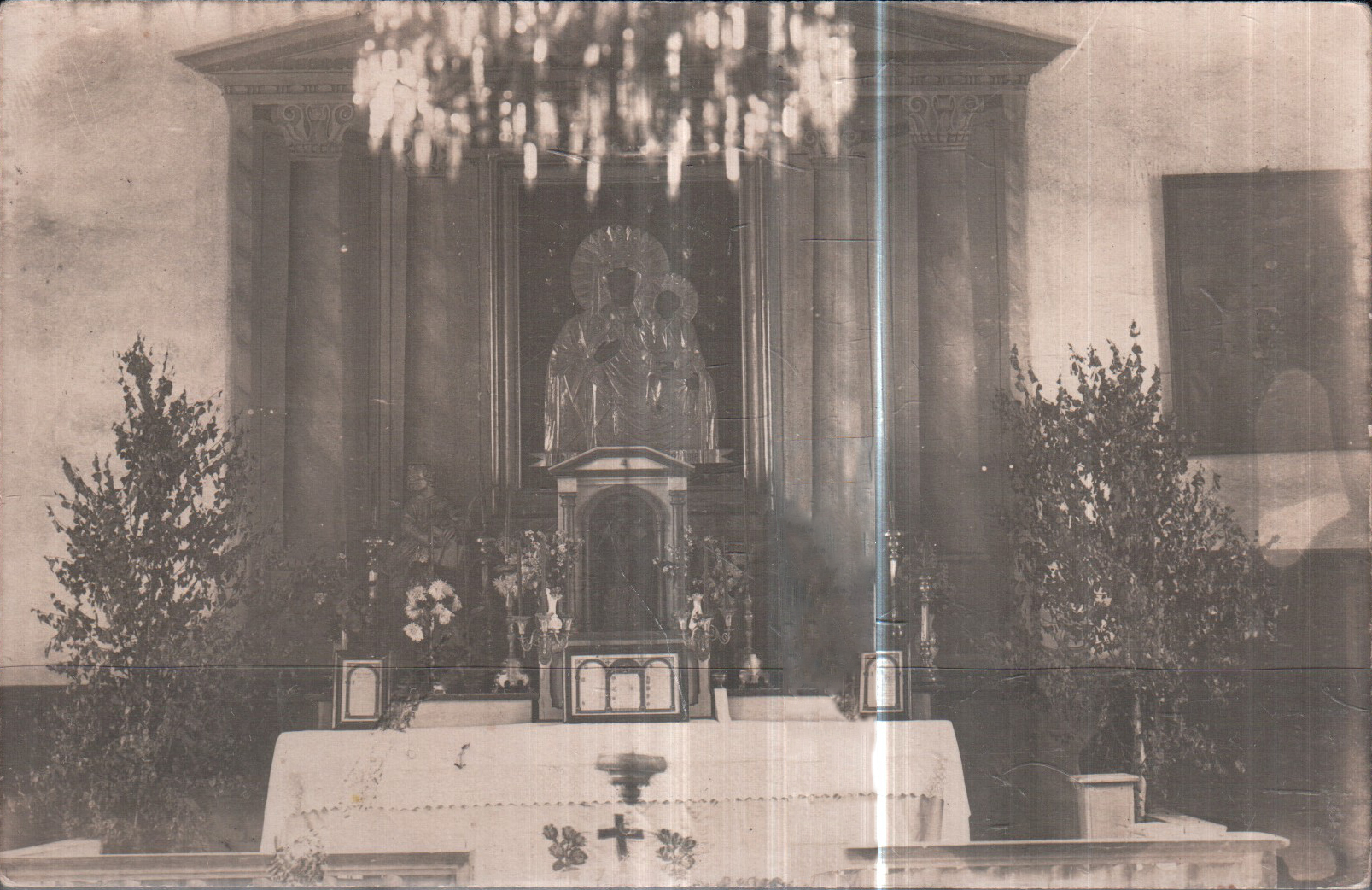
Interior de la iglesia en 1925
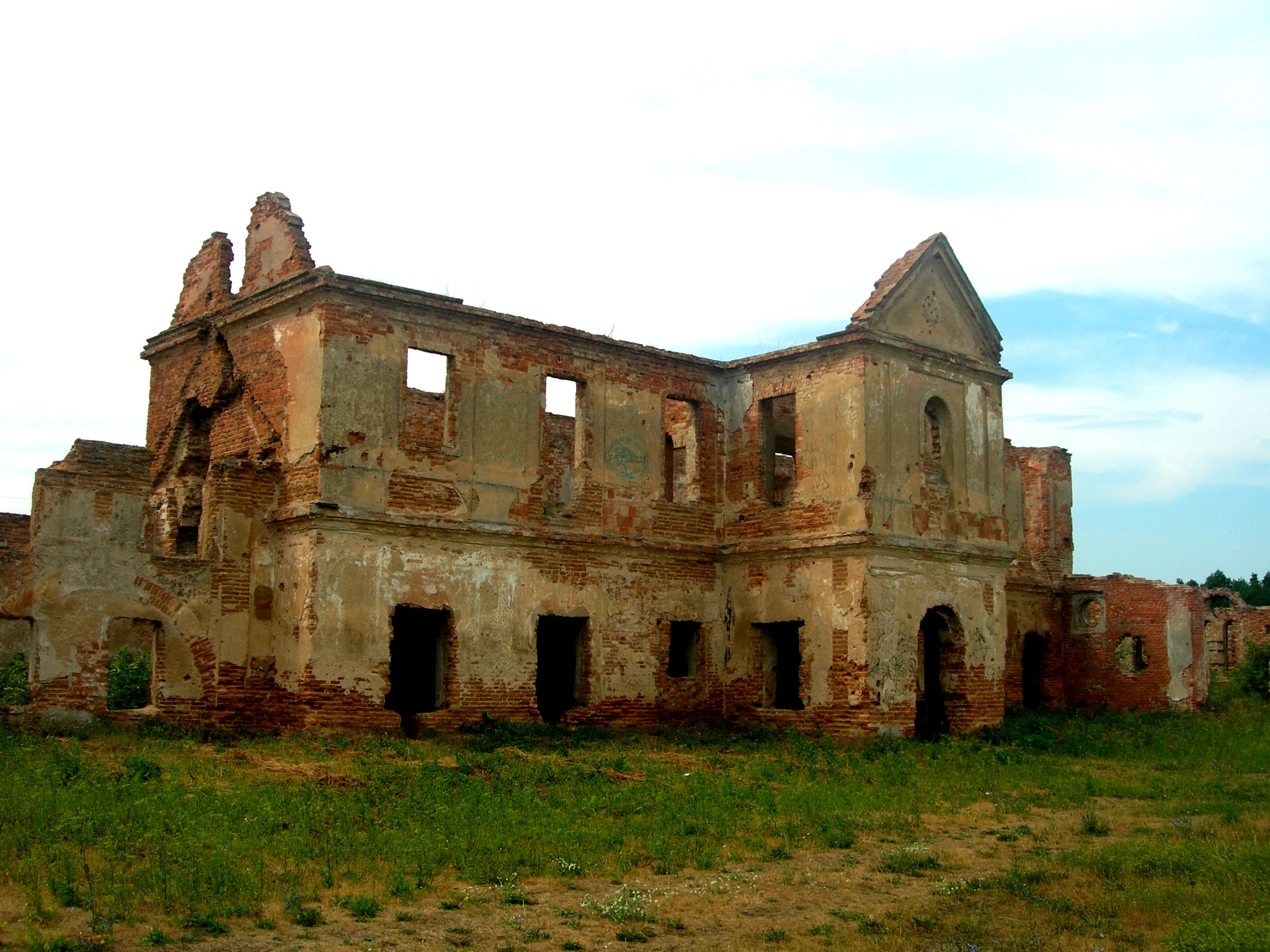
La antigua enfermería de la cartuja hoy (ruinas)
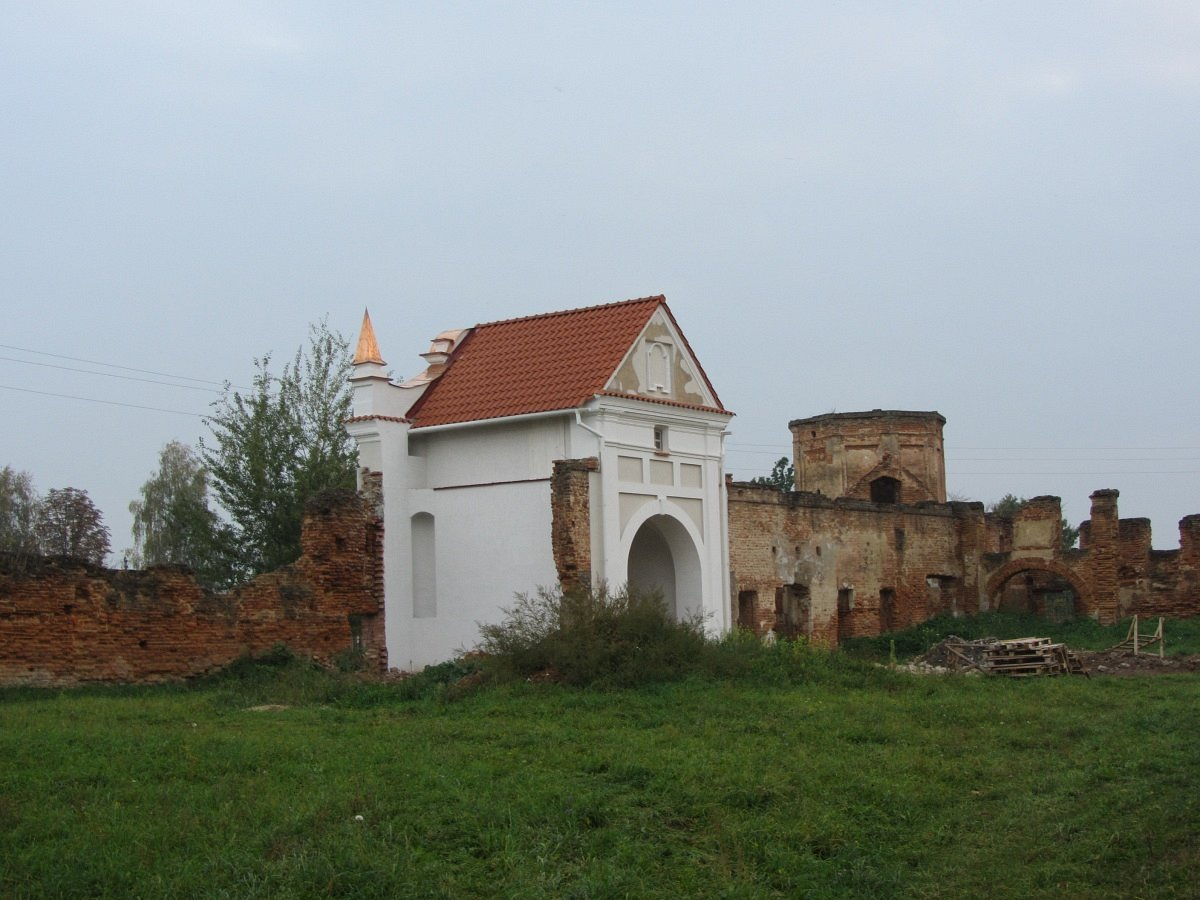
Puerta de la antigua cartuja en 2014